# Villesèquelande
Villesèquelande  est une commune française, située dans le nord-ouest du département de l'Aude en région Occitanie.
Sur le plan historique et culturel, la commune fait partie du Carcassès, un pays centré sur la ville de Carcassonne, entre les prémices du Massif central et les contreforts pyrénéens. Exposée à un climat méditerranéen, elle est drainée par le canal du Midi, le ruisseau des Alauses et par divers autres petits cours d'eau.
Villesèquelande est une commune rurale qui compte 875 habitants en 2022, après avoir connu une forte hausse de la population depuis 1975. Elle fait partie de l'aire d'attraction de Carcassonne. Ses habitants sont appelés les Villeséquois ou  Villeséquoises.

## Géographie

### Localisation
Commune située dans l'aire d'attraction de Carcassonne près de l'aéroport de Carcassonne-Salvaza.

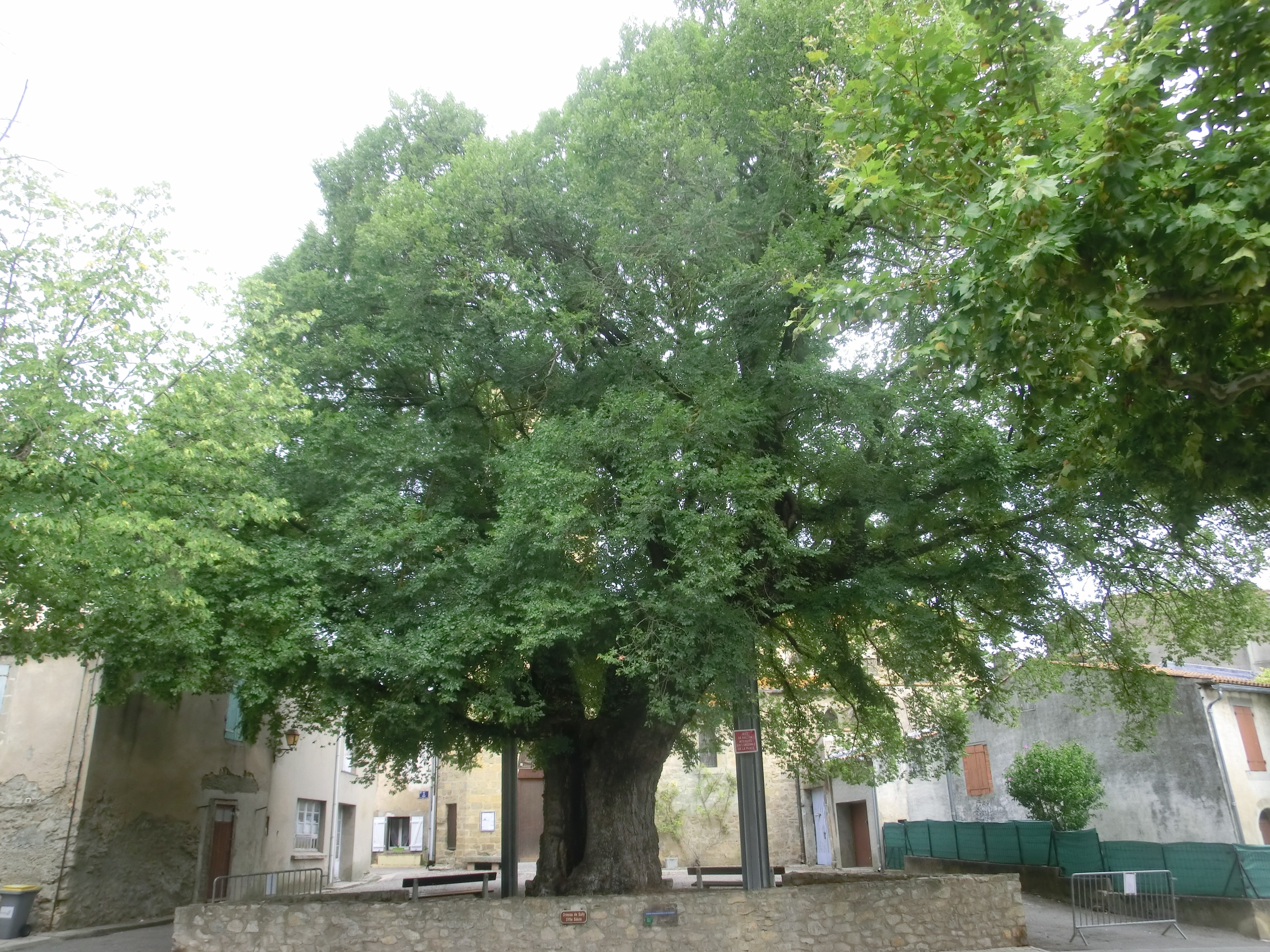
L'orme de Sully.

### Communes limitrophes
Les communes limitrophes sont  Arzens, Caux-et-Sauzens, Pezens et Sainte-Eulalie.
|                | Pezens          |                 |
| Sainte-Eulalie | Villesèquelande | Caux-et-Sauzens |
|                | Arzens          |                 |

### Hydrographie
La commune est dans la région hydrographique « Côtiers méditerranéens », au sein du bassin hydrographique Rhône-Méditerranée-Corse. Elle est drainée par le canal du Midi, le ruisseau des Alauses, le ruisseau de Fach, le ruisseau de Granelle, le ruisseau de la Font de Saule, le ruisseau de Rivairolle et le ruisseau des Canards, qui constituent un réseau hydrographique de 10 km de longueur totale,.
Le canal du Midi, d'une longueur totale de 239,8 km, est un canal de navigation à bief de partage qui relie Toulouse à la mer Méditerranée depuis le XVIIe siècle.

### Climat
Pour des articles plus généraux, voir Climat de l'Occitanie et Climat de l'Aude.
En 2010, le climat de la commune est de type climat du Bassin du Sud-Ouest, selon une étude s'appuyant sur une série de données couvrant la période 1971-2000. En 2020, Météo-France publie une typologie des climats de la France métropolitaine dans laquelle la commune est exposée à un climat océanique altéré et est dans la région climatique Aquitaine, Gascogne, caractérisée par une pluviométrie abondante au printemps, modérée en automne, un faible ensoleillement au printemps, un été chaud (19,5 °C), des vents faibles, des brouillards fréquents en automne et en hiver et des orages fréquents en été (15 à 20 jours).
Pour la période 1971-2000, la température annuelle moyenne est de 13,7 °C, avec une amplitude thermique annuelle de 16 °C. Le cumul annuel moyen de précipitations est de 595 mm, avec 8,6 jours de précipitations en janvier et 4,4 jours en juillet. Pour la période 1991-2020, la température moyenne annuelle observée sur la station météorologique la plus proche, située sur la commune de Ventenac-Cabardès à 6 km à vol d'oiseau, est de 14,4 °C et le cumul annuel moyen de précipitations est de 774,1 mm,. Pour l'avenir, les paramètres climatiques de la commune estimés pour 2050 selon différents scénarios d’émission de gaz à effet de serre sont consultables sur un site dédié publié par Météo-France en novembre 2022.

### Milieux naturels et biodiversité
Aucun espace naturel présentant un intérêt patrimonial n'est recensé sur la commune dans l'inventaire national du patrimoine naturel,,.

## Urbanisme

### Typologie
Au 1er janvier 2024, Villesèquelande est catégorisée bourg rural, selon la nouvelle grille communale de densité à 7 niveaux définie par l'Insee en 2022.
Elle est située hors unité urbaine. Par ailleurs la commune fait partie de l'aire d'attraction de Carcassonne, dont elle est une commune de la couronne,. Cette aire, qui regroupe 115 communes, est catégorisée dans les aires de 50 000 à moins de 200 000 habitants,.

### Occupation des sols

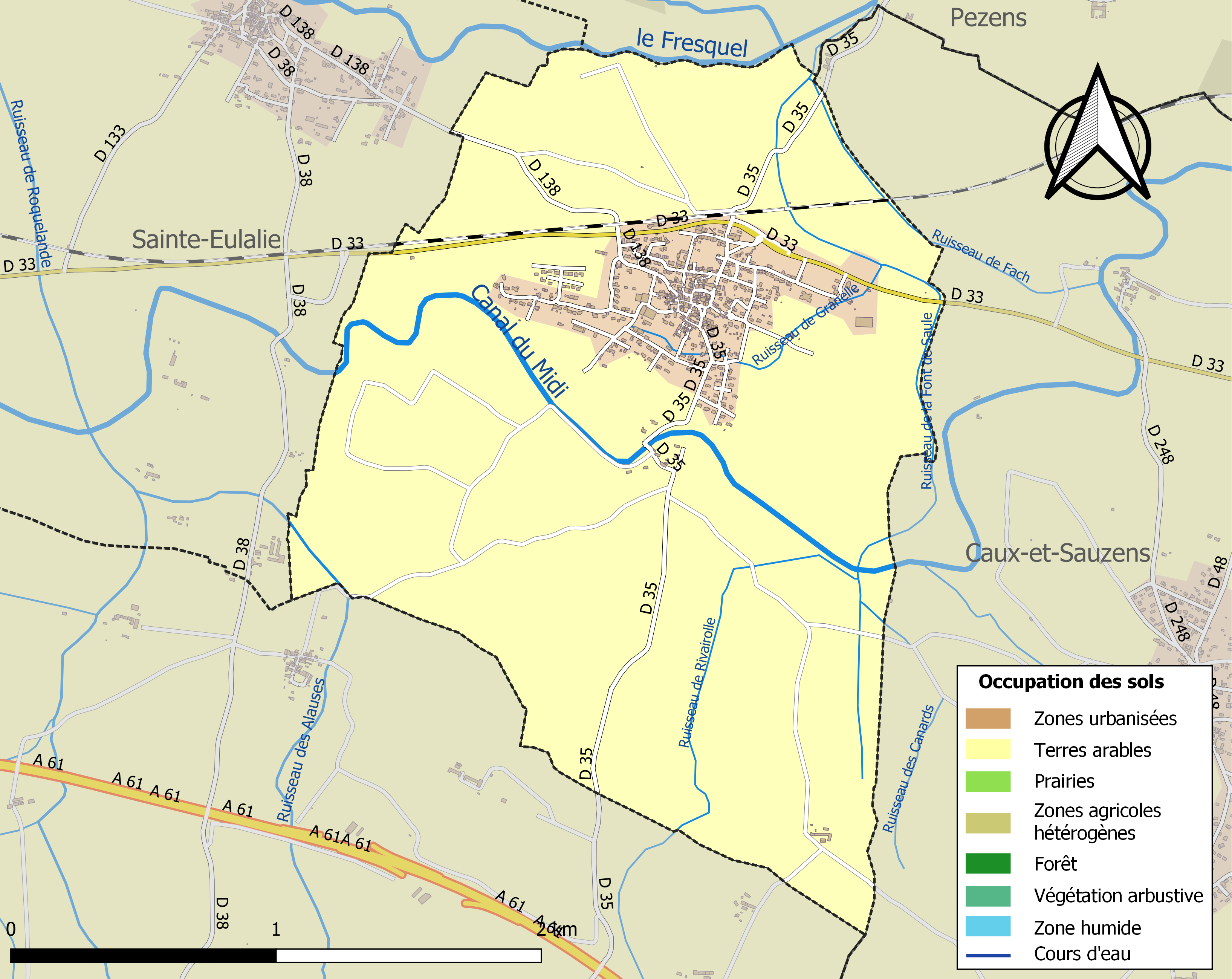
Carte des infrastructures et de l'occupation des sols de la commune en 2018 (CLC).

L'occupation des sols de la commune, telle qu'elle ressort de la base de données européenne d’occupation biophysique des sols Corine Land Cover (CLC), est marquée par l'importance des territoires agricoles (90,1 % en 2018), en diminution par rapport à 1990 (95 %). La répartition détaillée en 2018 est la suivante : 
cultures permanentes (89,5 %), zones urbanisées (9,9 %), terres arables (0,6 %). L'évolution de l’occupation des sols de la commune et de ses infrastructures peut être observée sur les différentes représentations cartographiques du territoire : la carte de Cassini (XVIIIe siècle), la carte d'état-major (1820-1866) et les cartes ou photos aériennes de l'IGN pour la période actuelle (1950 à aujourd'hui).

### Risques majeurs
Le territoire de la commune de Villesèquelande est vulnérable à différents aléas naturels : météorologiques (tempête, orage, neige, grand froid, canicule ou sécheresse), inondations et séisme (sismicité très faible). Il est également exposé à deux risques technologiques,  le transport de matières dangereuses et la rupture d'un barrage. Un site publié par le BRGM permet d'évaluer simplement et rapidement les risques d'un bien localisé soit par son adresse soit par le numéro de sa parcelle.

#### Risques naturels
Certaines parties du territoire communal sont susceptibles d’être affectées par le risque d’inondation par débordement de cours d'eau, notamment le ruisseau de Glandes. La commune a été reconnue en état de catastrophe naturelle au titre des dommages causés par les inondations et coulées de boue survenues en 1982, 1990, 1992, 1996, 1999, 2005 et 2009,.

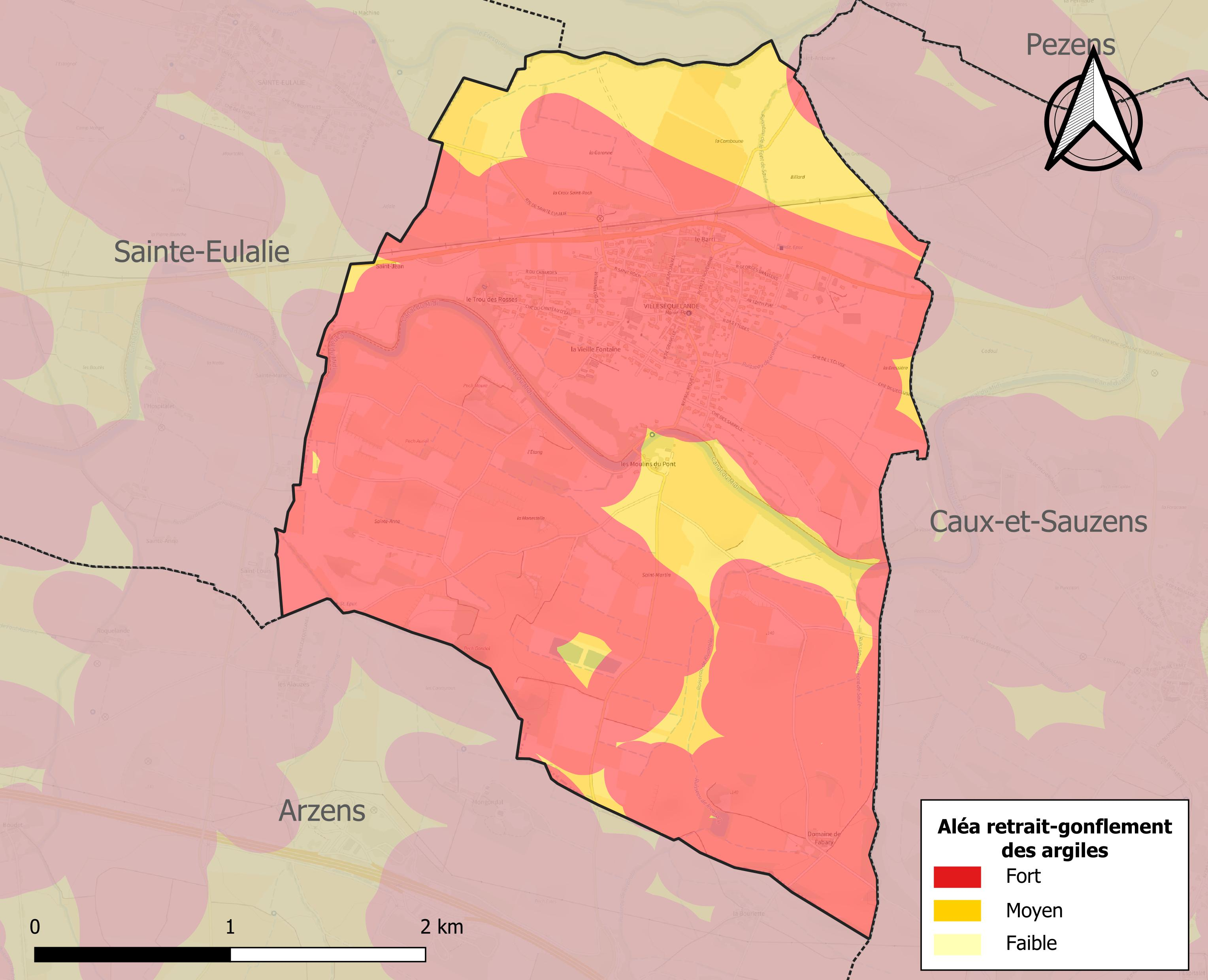
Carte des zones d'aléa retrait-gonflement des sols argileux de Villesèquelande.

Le retrait-gonflement des sols argileux est susceptible d'engendrer des dommages importants aux bâtiments en cas d’alternance de périodes de sécheresse et de pluie. La totalité de la commune est en aléa moyen ou fort (75,2 % au niveau départemental et 48,5 % au niveau national). Sur les 375 bâtiments dénombrés sur la commune en 2019, 375 sont en aléa moyen ou fort, soit 100 %, à comparer aux 94 % au niveau départemental et 54 % au niveau national. Une cartographie de l'exposition du territoire national au retrait gonflement des sols argileux est disponible sur le site du BRGM,.

#### Risques technologiques
Le risque de transport de matières dangereuses sur la commune est lié à sa traversée par une infrastructure ferroviaire. Un accident se produisant sur de telles infrastructures est en effet susceptible d’avoir des effets graves au bâti ou aux personnes jusqu’à 350 m, selon la nature du matériau transporté. Des dispositions d’urbanisme peuvent être préconisées en conséquence.
La commune est en outre située en aval du barrage de Laprade, de classe A, mis en eau en 1984, d’une hauteur de 30,9 mètres et retenant un volume de 8,8 millions de mètres cubes. À ce titre elle est susceptible d’être touchée par l’onde de submersion consécutive à la rupture de cet ouvrage.

## Politique et administration
| Période                                  | Période  | Identité           | Étiquette    | Qualité                                            |
| ---------------------------------------- | -------- | ------------------ | ------------ | -------------------------------------------------- |
| 1944                                     | 1983     | Marcellin Horus    | SFIO-PS      | Conseiller général du Canton d'Alzonne (1945→1949) |
| 1983                                     | 1989     | Alain Dédies       |              |                                                    |
| 1989                                     | 2012     | Jacques Brunel     |              |                                                    |
| 2012                                     | 2014     | Thierry Sabarthes  |              |                                                    |
| 2014                                     | 2020     | Bernard Jalabert   | DVG          |                                                    |
| 2020                                     | En cours | Aurélien Turchetto | DVG puis PRG | Vice-président de Carcassonne Agglo (2023→)        |
| Les données manquantes sont à compléter. |          |                    |              |                                                    |

### Jumelages
- Montefalco (Italie)

## Économie

### Revenus
En 2018  (données Insee publiées en septembre 2021), la commune compte 328 ménages fiscaux, regroupant 828 personnes. La médiane du revenu disponible par unité de consommation est de 20 430 € (19 240 € dans le département).

### Emploi
| Division       | 2008   | 2013   | 2018   |
| -------------- | ------ | ------ | ------ |
| Commune        | 6,4 %  | 8,5 %  | 10,4 % |
| Département    | 10,2 % | 12,8 % | 12,6 % |
| France entière | 8,3 %  | 10 %   | 10 %   |

En 2018, la population âgée de 15 à 64 ans s'élève à 573 personnes, parmi lesquelles on compte 76,8 % d'actifs (66,4 % ayant un emploi et 10,4 % de chômeurs) et 23,2 % d'inactifs,. En  2018, le taux de chômage communal (au sens du recensement) des 15-64 ans est inférieur à celui du département, mais supérieur à celui de la France, alors qu'en 2008 il était inférieur à celui de la France.
La commune fait partie de la couronne de l'aire d'attraction de Carcassonne, du fait qu'au moins 15 % des actifs travaillent dans le pôle,. Elle compte 104 emplois en 2018, contre 99 en 2013 et 98 en 2008. Le nombre d'actifs ayant un emploi résidant dans la commune est de 386, soit un indicateur de concentration d'emploi de 27,1 % et un taux d'activité parmi les 15 ans ou plus de 61,5 %.
Sur ces 386 actifs de 15 ans ou plus ayant un emploi, 72 travaillent dans la commune, soit 19 % des habitants. Pour se rendre au travail, 91 % des habitants utilisent un véhicule personnel ou de fonction à quatre roues, 5,4 % s'y rendent en deux-roues, à vélo ou à pied et 3,7 % n'ont pas besoin de transport (travail au domicile).

### Activités hors agriculture

#### Secteurs d'activités
41 établissements sont implantés  à Villesèquelande au 31 décembre 2019. Le tableau ci-dessous en détaille le nombre par secteur d'activité et compare les ratios avec ceux du département,.
| Secteur d'activité                                                                                        | Commune | Commune | Département |
| Secteur d'activité                                                                                        | Nombre  | %       | %           |
| --- | ------- | ------- | ----------- |
| Ensemble                                                                                                  | 41      |         |             |
| Industrie manufacturière, industries extractives et autres                                                | 5       | 12,2 %  | (8,8 %)     |
| Construction                                                                                              | 9       | 22 %    | (14 %)      |
| Commerce de gros et de détail, transports, hébergement et restauration                                    | 8       | 19,5 %  | (32,3 %)    |
| Information et communication                                                                              | 1       | 2,4 %   | (1,6 %)     |
| Activités immobilières                                                                                    | 4       | 9,8 %   | (5,2 %)     |
| Activités spécialisées, scientifiques et techniques et activités de services administratifs et de soutien | 8       | 19,5 %  | (13,3 %)    |
| Administration publique, enseignement, santé humaine et action sociale                                    | 4       | 9,8 %   | (13,2 %)    |
| Autres activités de services                                                                              | 2       | 4,9 %   | (8,8 %)     |

Le secteur de la construction est prépondérant sur la commune puisqu'il représente 22 % du nombre total d'établissements de la commune (9 sur les 41 entreprises implantées  à Villesèquelande), contre 14 % au niveau départemental.

#### Entreprises
Les quatre entreprises ayant leur siège social sur le territoire communal qui génèrent le plus de chiffre d'affaires en 2020 sont : 
- Voie Romaine, culture de la vigne (313 k€) ;
- ADLS, culture de la vigne (263 k€) ;
- Infra Concept Service, activité des géomètres (123 k€) ;
- Societe Audin Frederic Multiservices, travaux de menuiserie bois et PVC (105 k€).

### Agriculture
La commune est dans la « Région viticole » de l'Aude, une petite région agricole occupant une grande partie centrale du département, également dénommée localement « Corbeilles Minervois et Carcasses-Limouxin ». En 2020, l'orientation technico-économique de l'agriculture  sur la commune est la viticulture.
|               | 1988 | 2000 | 2010 | 2020 |
| ------------- | ---- | ---- | ---- | ---- |
| Exploitations | 32   | 21   | 16   | 10   |
| SAU (ha)      | 406  | 343  | 272  | 205  |

Le nombre d'exploitations agricoles en activité et ayant leur siège dans la commune est passé de 32 lors du recensement agricole de 1988  à 21 en 2000 puis à 16 en 2010 et enfin à 10 en 2020, soit une baisse de 69 % en 32 ans. Le même mouvement est observé à l'échelle du département, qui a perdu pendant cette période 60 % de ses exploitations,. La surface agricole utilisée sur la commune a également diminué, passant de 406 ha en 1988 à 205 ha en 2020. Parallèlement, la surface agricole utilisée moyenne par exploitation a augmenté, passant de 13 à 21 ha.

#### Viticulture
- Cité-de-carcassonne (IGP)

## Culture locale et patrimoine

### Lieux et monuments
- Église de la Sainte-Vierge de Villesèquelande.

Si la Maison dite « Presbytérale », demeure classée du seigneur des lieux au Moyen Âge, et l'église méritent le détour, c'est surtout l'Orme de Sully, planté sur la place de l'église qui retient l'attention. Il s'agit, en effet, de l'un des derniers ormes encore en vie en France, tous les autres ayant été tués par la graphiose. Celui-ci est traité en permanence, par un vrai système de perfusions, comme en médecine humaine. Planté sous Henri IV, cet arbre, à la ramure impressionnante et à l'ombre gigantesque, peut même être considéré comme effigie du village. Par ailleurs, au lieu-dit le Cimetière Vieux, existe un vestige de mur d'enceinte en arête de poisson. Il révèle l'existence d'une empreinte wisighotique datant des IVe et Ve siècles. C'est le plus vieil exemplaire connu dans le département.

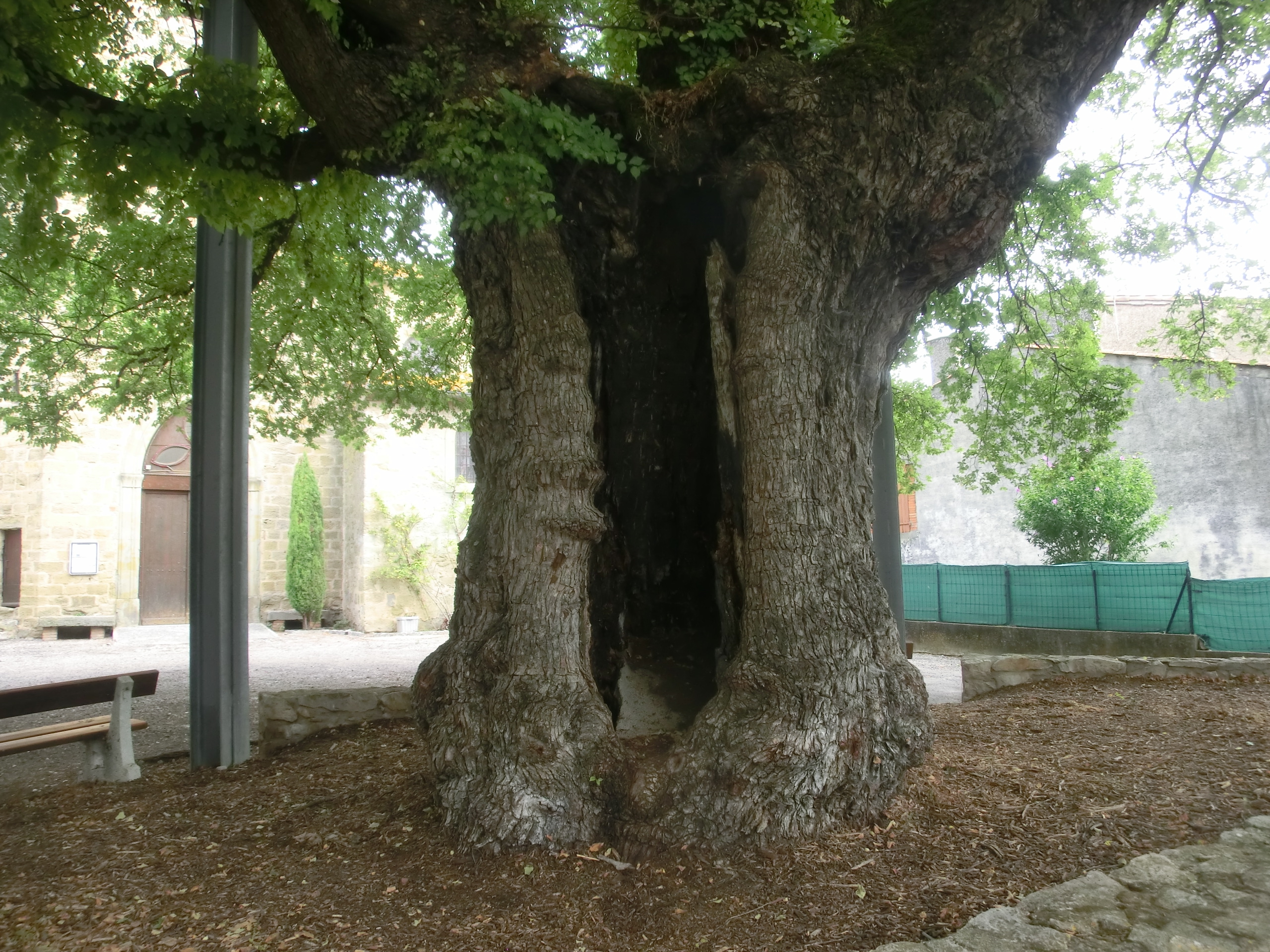
Tronc de l'orme de Sully.
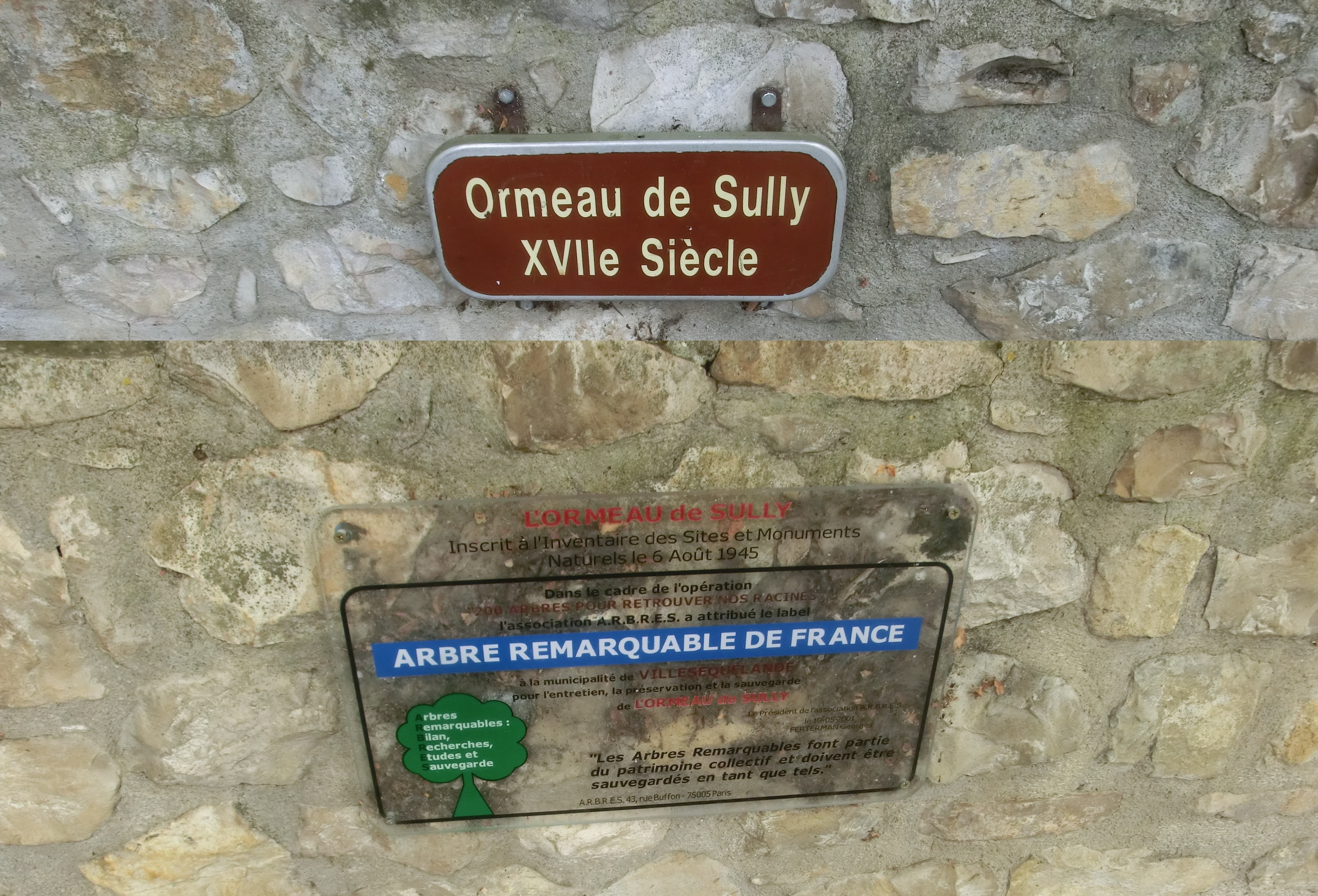
Information touristique.
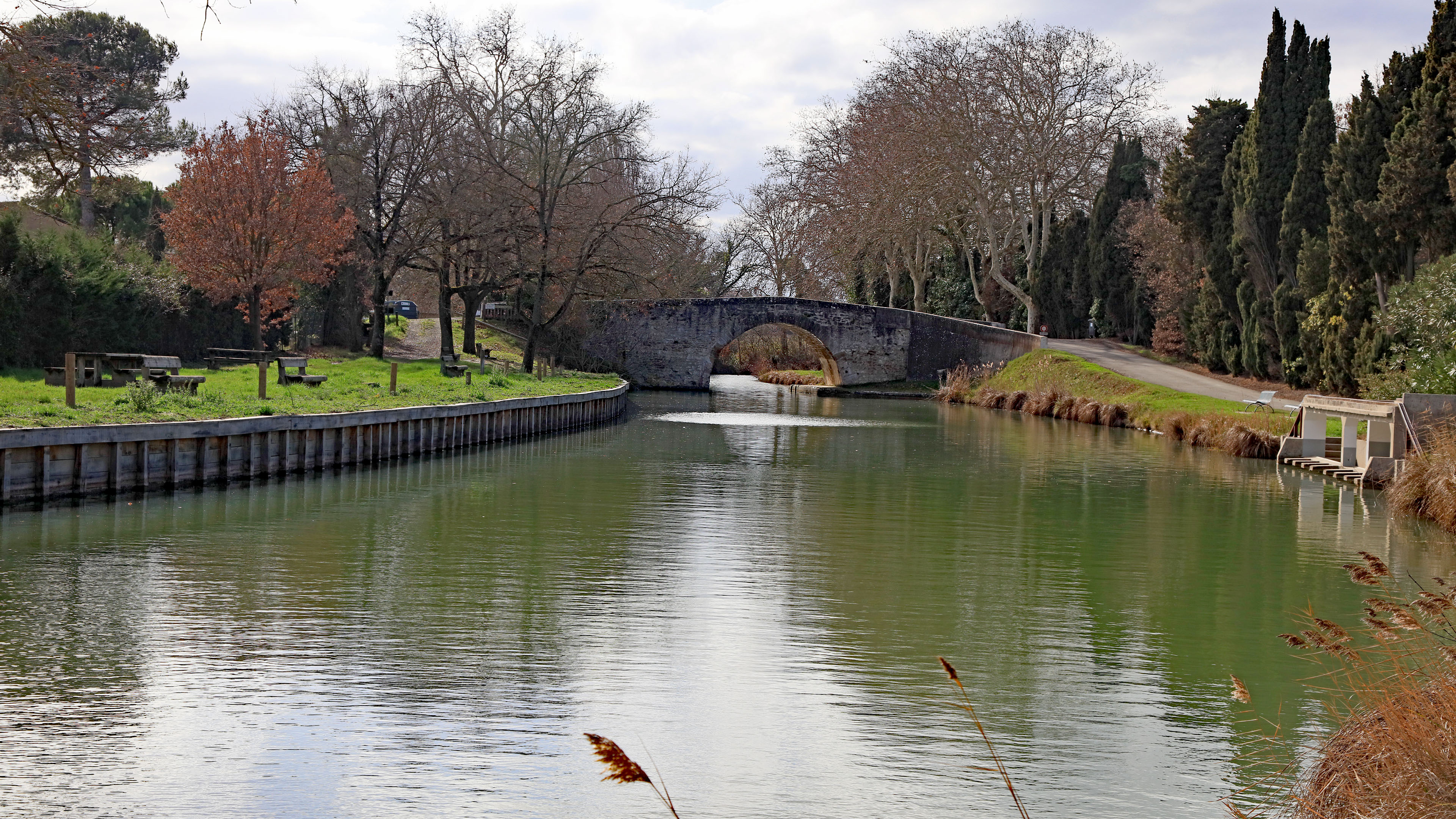
Le canal du Midi à Villesèquelande.

### Personnalités liées à la commune
- Maurice-René Mazières (1909-1988), curé de Villesèquelande.

### Héraldique
|  | D'argent à l'étoile de sinople. |

## Pour approfondir